# سیب زرد

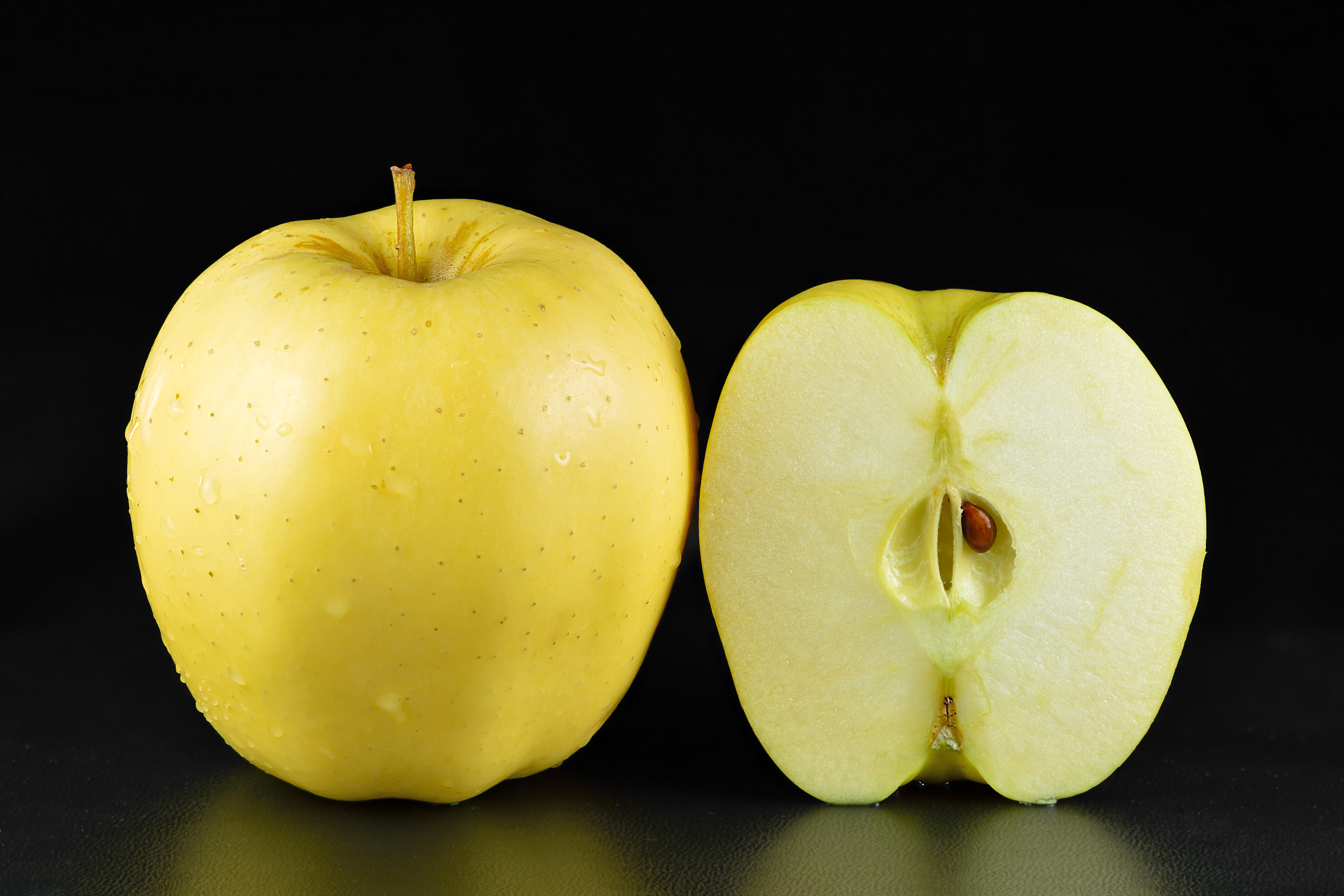
تصویر سیب زرد

سیب زرد یک رقم از سیب با ظاهری زرد است. ریشه آن به شهرستان کلی، ویرجینیای غربی در ایالات متحده آمریکا در سال ۱۹۰۵ برای اولین بار کشت شد.
شرایط رشد درخت این نوع سیب به گونه‌ای است در مناطق بسیار سردسیر مناسب نبوده و در مناطقی با دمای بالای ۵۰- و با نور جزئی خورشید و خاک مرطوب و شده رشد می‌کند.
بهترین فصل برداشت این میوه پاییز می‌باشد.